# Nazionale femminile di football americano del Messico
La nazionale di football americano femminile del Messico è la selezione maggiore femminile di football americano della Federazione Messicana di Football Americano che rappresenta il Messico nelle varie competizioni ufficiali o amichevoli riservate a squadre nazionali.

## Risultati
Legenda: Grassetto: Risultato migliore, Corsivo: Mancate partecipazioni

## Dettaglio stagioni

### Tornei

#### Mondiali
| Stagione | regular season | regular season | regular season | regular season | regular season | regular season | playoff | playoff | playoff | playoff | playoff | playoff   | playoff       |
|          | Vin            | Par            | Per            | Tot            | PF             | PS             | Vin     | Per     | Tot     | PF      | PS      | risultato | avversaria    |
| -------- | -------------- | -------------- | -------------- | -------------- | -------------- | -------------- | ------- | ------- | ------- | ------- | ------- | --------- | ------------- |
| 2017     | 1              | 0              | 1              | 2              | 31             | 39             | 1       | 0       | 1       | 8       | 19      | Terze     | Gran Bretagna |
| 2022     | -              | -              | -              | -              | -              | -              | 2       | 1       | 3       | 62      | 41      | Quinte    | Germania      |
| Totale   | 1              | 0              | 1              | 2              | 31             | 39             | 3       | 1       | 4       | 70      | 60      |           |               |

Fonte: americanfootballitalia.com

### Riepilogo partite disputate
| Anno           | Luogo   | Evento   | Fase del torneo          | Incontro                | Risultato     |
| 24 giugno 2017 | Langley | Mondiale | Girone                   | Stati Uniti - Messico   | 29 - 0        |
| 27 giugno 2017 | Langley | Mondiale | Girone                   | Australia - Messico     | 10 - 31       |
| 30 giugno 2017 | Langley | Mondiale | Finale 3º - 4º posto     | Gran Bretagna - Messico | 8 - 19        |
| 30 luglio 2022 | Vantaa  | Mondiale | Quarti di finale         | Messico - Gran Bretagna | 0 - 35 d.g.s. |
| 3 agosto 2022  | Vantaa  | Mondiale | Semifinale 5º - 8º posto | Messico - Australia     | 34 - 6        |
| 7 agosto 2022  | Vantaa  | Mondiale | Finale 5º - 6º posto     | Messico - Germania      | 28 - 0        |

## Confronti con le altre Nazionali
Questi sono i saldi del Messico nei confronti delle Nazionali incontrate.

### Saldo positivo
| Nazionale | Giocate | Vinte | Pareggiate | Perse | PF | PS | Ultima vittoria | Ultimo pari | Ultima sconfitta |
| --------- | ------- | ----- | ---------- | ----- | -- | -- | --------------- | ----------- | ---------------- |
| Australia | 2       | 2     | 0          | 0     | 65 | 16 | 2022            | -           | -                |
| Germania  | 1       | 1     | 0          | 0     | 28 | 0  | 2022            | -           | -                |

### Saldo in pareggio
| Nazionale     | Giocate | Vinte | Pareggiate | Perse | PF | PS | Ultima vittoria | Ultimo pari | Ultima sconfitta |
| ------------- | ------- | ----- | ---------- | ----- | -- | -- | --------------- | ----------- | ---------------- |
| Gran Bretagna | 2       | 1     | 0          | 1     | 19 | 43 | 2017            | -           | 2022             |

### Saldo negativo
| Nazionale   | Giocate | Vinte | Pareggiate | Perse | PF | PS | Ultima vittoria | Ultimo pari | Ultima sconfitta |
| ----------- | ------- | ----- | ---------- | ----- | -- | -- | --------------- | ----------- | ---------------- |
| Stati Uniti | 1       | 0     | 0          | 1     | 0  | 29 | -               | -           | 2017             |